# Sergio Canales
Pour les articles homonymes, voir Canales (homonymie).
Sergio Canales Madrazo, né le 16 février 1991 à Santander est un footballeur international espagnol qui évolue au poste de milieu de terrain offensif au CF Monterrey.

## Biographie

### Carrière

#### Racing Santander
Sergio Canales est un joueur issu des équipes de jeunes du Racing Santander. Mesurant 1,80 m pour 75 kg, il joue habituellement au poste de meneur de jeu.
En 2006, 50 % des droits du joueurs furent achetés par le Deportivo la Corogne dans le cadre de la transaction qui vit Pedro Munitis retourner en Cantabrie, Dudu Aouate et Antonio Tomás faisant le chemin inverse.
Le 18 septembre 2008, il fait ses débuts avec l'équipe première du Racing Santander, participant à un match de Coupe UEFA contre le club finlandais du FC Honka. Environ deux semaines plus tard, il fait sa première apparition en Liga contre Osasuna. Recevant petit à petit plus de temps de jeu avec l'équipe première, Canales marque ses deux premiers buts en championnat lors d'un match contre l'Espanyol de Barcelone le 6 décembre 2009 (victoire 4-0).
Il se fait connaître du grand public au cours d'une seconde partie de saison ponctuée de très belles prestations : le 9 janvier 2010, il inscrit un doublé contre le Séville FC au stade Ramón Sánchez Pizjuán (victoire 2-1) et se voit élu homme du match ; le 25 avril 2010, il inscrit un but d'une superbe frappe contre Villarreal (défaite 1-2). Il finira sa première saison complète avec un total de six buts et quatre passes décisives, contribuant à sauver le Racing Santander de la relégation.
Dès le mercato d'hiver 2009, il est suivi par des clubs majeurs. Après plusieurs semaines de rumeurs, il est annoncé le 13 février 2010 que Canales a signé au Real Madrid pour un montant estimé à 5 millions d'euros. Il est alors prévu que Canales restera en prêt au Racing Santander une saison supplémentaire. Cependant, à la suite de ses belles prestations lors de la seconde partie de la saison, le Real Madrid (sur l'avis notamment de son nouvel entraîneur José Mourinho) décide de l'intégrer dès l'été 2010 à son effectif, moyennant une compensation financière de 4 millions d'euros supplémentaire.

#### Real Madrid

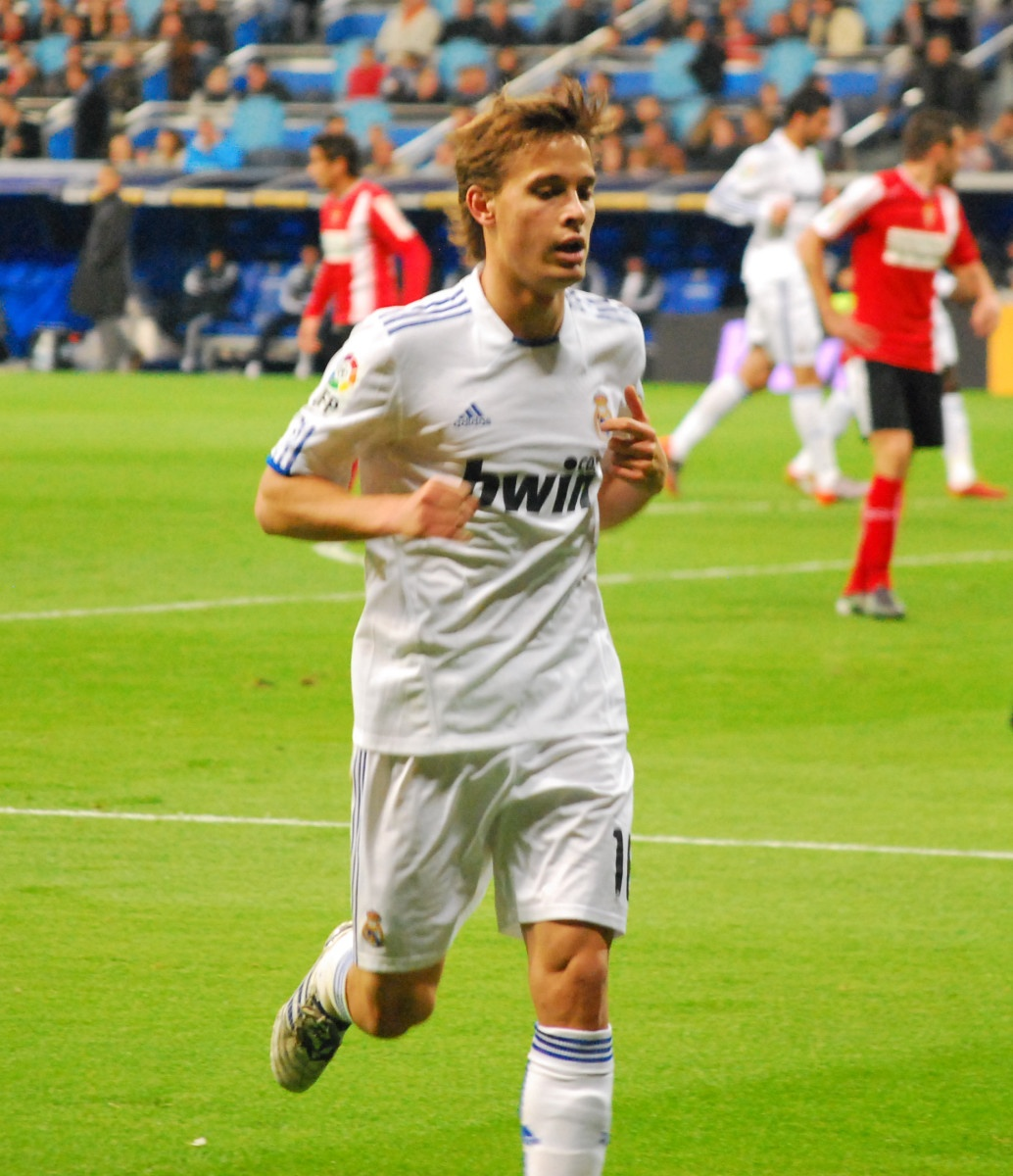
Sergio Canales avec le Real Madrid

Canales rejoint ses coéquipiers lors de leur stage aux États-Unis. Bénéficiant de la blessure de longue durée de Kaká, il fait ses débuts lors d'un match amical du Real contre les mexicains de Club América (victoire 3-2) et inscrit à cette occasion son premier but pour son nouveau club.
Malgré de bons matchs estivaux et de quelques performances, Canales ne parvient pas à s'imposer à Madrid où la concurrence à son poste est importante avec Kaká, Mesut Özil et Pedro Léon.

#### Valence CF

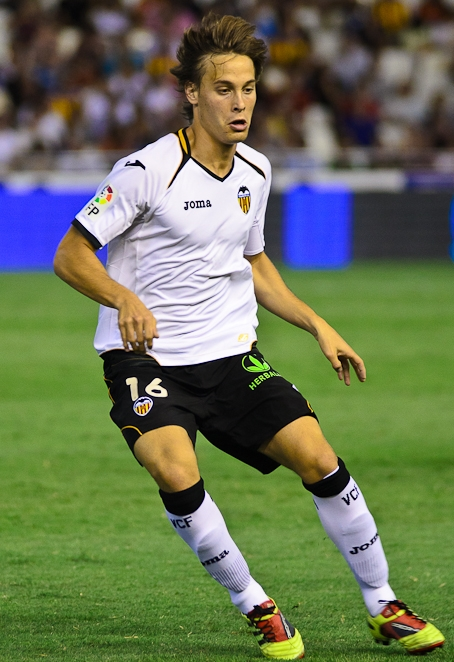
Sergio Canales avec Valence

Le 4 août 2011, Sergio Canales est prêté au club de Valence CF avec une option d'achat fixée à 14 million d'euros. Le salaire du joueur est évalué à 1,5 million d'euros et sera à la charge de son "nouveau club". Alors qu'il commence plutôt bien sa saison, il se blesse rapidement au genou droit en subissant une rupture du ligament croisé, qui le tient éloigné des terrains pendant plus de 6 mois. Il refoule les terrains le 11 avril 2012 face au Rayo Vallecano sous les applaudissements de Mestalla, en remplacement de Sofiane Feghouli. Il délivrera même une passe décisive pour son coéquipier Pablo Hernández, portant le score à 4-1 en faveur des murciélagos. Le 26 avril 2012, le jeune prodige subit un nouveau coup dur. En effet, à l'occasion de demi-finale retour de la ligue Europa contre l'Atlético de Madrid, il subit une récidive de sa blessure au genou droit et sort du terrain en larmes, sur civière, laissant sa place à son coéquipier Jérémy Mathieu. La gravité de sa blessure est estimée à 6 mois. Tous les joueurs du Real Madrid ont voulu lui rendre hommage en portant un tee-shirt avec inscrit "Animo Canales" ("Courage Canales" en français), avant le match face au Séville FC.
Après cette saison difficile, il s'engage définitivement avec le club valencien le 19 juillet 2012. Le transfert est évalué à 8 millions d'euros.
Il fait son grand retour à la compétition lors du quart de finale retour de la Coupe d'Espagne face au Real Madrid (score final 1-1, et élimination du club valencien).

#### Real Sociedad
Le 31 janvier 2014, Sergio Canales est transféré pour 3,5 M€ à la Real Sociedad où il signe jusqu'en 2018.
En décembre 2015, lors d'un match de championnat disputé contre le Real Madrid CF, il subit une rupture du ligament croisé antérieur du genou gauche, ce qui le prive de compétition pour plusieurs mois.
Il s’offre une saison 2017-2018 plus que réussie avec un total de 5 buts et 11 passes décisives toutes compétitions confondues. Il termine même la saison vice meilleur passeur de la C3 derrière Dimitri Payet (avec 6 passes décisives, contre 7 pour le joueur de l’OM), dont la Real Sociedad fut pourtant éliminée prématurément dès les 16e de finale. Libre à l’issue de la saison, Canales décide de ne pas renouveler son contrat avec la Real Sociedad.

#### Real Betis
Le 3 juillet 2018, libre de tout contrat, Canales s'engage avec le Real Betis pour une durée de quatre ans.

#### En sélection
Avec les moins de 17 ans, il participe au championnat d'Europe des moins de 17 ans en 2008. Lors de cette compétition organisée en Turquie, il joue cinq matchs. Il officie comme capitaine lors de la demi-finale gagnée face aux Pays-Bas. L'Espagne remporte le tournoi en battant la France en finale.
Il remporte également la XXXVème Copa del Atlántico avec la sélection des moins de 18 ans. Lors de cette compétition, il inscrit un but en finale et se voit désigné meilleur joueur du tournoi.
Avec la moins de 19 ans, il participe à deux reprises au championnat d'Europe des moins de 19 ans, en 2008 puis en 2010. Lors de l'édition 2008 organisée en Tchéquie, il joue trois matchs. Avec un bilan d'une seule victoire et deux défaites, l'Espagne est éliminée dès le premier tour. Lors de l'édition 2010 qui se déroule en France, il prend part à quatre matchs. Il se met en évidence lors de la demi-finale face à l'Angleterre, en marquant un but et en délivrant une passe décisive. L'Espagne s'incline en finale face au pays organisateur.
Par la suite, avec les moins de 20 ans, il dispute la Coupe du monde des moins de 20 ans en 2011. Lors du mondial junior organisé en Colombie, il prend part à quatre matchs. Il s'illustre en inscrivant deux buts en phase de groupe, contre l'Équateur et l'Australie. Il délivre également une passe décisive lors de cette phase de groupe. L'Espagne s'incline en quarts de finale face au Brésil, après une séance de tirs au but.
Le 2 septembre 2010, il reçoit sa première sélection avec les espoirs, contre les Pays-Bas. Il se met immédiatement en évidence en inscrivant un but (victoire 2-1). Cinq jours plus tard, il récidive en marquant un nouveau but face à la Pologne (victoire 0-1 à l'extérieur). Ces deux rencontres rentrent dans le cadre des éliminatoires de l'Euro espoirs 2011.
Lors des éliminatoires de l'Euro espoirs 2013, il marque un but face à la Géorgie le 1er septembre 2011, puis un doublé contre cette même équipe quatre jours plus tard. Par la suite, le 21 mars 2013, il marque un but lors d'une rencontre amicale face à la Norvège. Il dispute ensuite la phase finale du championnat d'Europe espoirs organisée en Israël. Lors de ce tournoi, il ne joue qu'un seul match, contre la Russie. L'Espagne est sacrée championne d'Europe en battant l'Italie en finale.
Le 23 mars 2019, il joue son premier match en équipe d'Espagne, contre la Norvège. Canales entre en jeu à la 74e minute, en remplacement de Dani Ceballos. Ce match gagné 2-1 rentre dans le cadre des éliminatoires de l'Euro 2020. Le 11 novembre 2020, il inscrit son premier but en équipe nationale, lors d'une rencontre amicale face aux Pays-Bas (score : 1-1).

## Palmarès

### En équipe nationale
Espagne -17 ans
- Championnat d'Europe des moins de 17 ans
  - Vainqueur : 2008
  - Élu meilleur joueur du championnat en 2008

 Espagne -19 ans
- Championnat d'Europe des moins de 19 ans
  - Finaliste : 2010

 Espagne espoirs
- Championnat d'Europe espoirs
  - Vainqueur : 2013

 Espagne
- Ligue des nations
  - Vainqueur : 2023

### En club
Real Madrid
- Copa del Rey
  - Vainqueur : 2011

- Championnat d'Espagne
  - Vice-champion : 2011

- Trophée Santiago Bernabéu
  - Vainqueur : 2010

- Trophée Franz Beckenbauer
  - Vainqueur : 2010

 Valence CF
- Vainqueur du Trophée Naranja : 2011 et 2012

 Betis Séville
- Coupe d'Espagne
  - Vainqueur en 2022

## Statistiques
| Saison                | Club                  | Championnat           | Championnat | Championnat | Championnat | Coupe(s) nationale(s) | Coupe(s) nationale(s) | Coupe(s) nationale(s) | Supercoupe | Supercoupe | Supercoupe | Compétition(s) continentale(s) | Compétition(s) continentale(s) | Compétition(s) continentale(s) | Compétition(s) continentale(s) | Coupe du monde des clubs | Coupe du monde des clubs | Coupe du monde des clubs | Total | Total | Total |
| Saison                | Club                  | Division              | M.          | B.          | P.d.        | M.                    | B.                    | P.d.                  | M.         | B.         | P.d.       | Comp.                          | M.                             | B.                             | P.d.                           | M.                       | B.                       | P.d.                     | M.    | B.    | P.d.  |
| 2008-2009             | Racing Santander      | Liga                  | 6           | 0           | 1           | 1                     | 0                     | 0                     | -          | -          | -          | C3                             | 1                              | 0                              | 0                              | -                        | -                        | -                        | 8     | 0     | 1     |
| 2009-2010             | Racing Santander      | Liga                  | 26          | 6           | 4           | 5                     | 1                     | 1                     | -          | -          | -          | -                              | -                              | -                              | -                              | -                        | -                        | -                        | 31    | 7     | 5     |
| Sous-total            | Sous-total            | Sous-total            | 32          | 6           | 5           | 6                     | 1                     | 1                     | 0          | 0          | 0          | -                              | 1                              | 0                              | 0                              | -                        | -                        | -                        | 39    | 7     | 6     |
| 2010-2011             | Real Madrid           | Liga                  | 10          | 0           | 1           | 3                     | 0                     | 0                     | -          | -          | -          | C1                             | 2                              | 0                              | 0                              | -                        | -                        | -                        | 15    | 0     | 1     |
| Sous-total            | Sous-total            | Sous-total            | 10          | 0           | 1           | 3                     | 0                     | 0                     | 0          | 0          | 0          | -                              | 2                              | 0                              | 0                              | -                        | -                        | -                        | 15    | 0     | 1     |
| 2011-2012             | Valence CF (prêt)     | Liga                  | 11          | 1           | 2           | -                     | -                     | -                     | -          | -          | -          | C1+C3                          | 3+2                            | 0                              | 0                              | -                        | -                        | -                        | 16    | 1     | 2     |
| 2012-2013             | Valence CF            | Liga                  | 13          | 2           | 2           | 1                     | 0                     | 0                     | -          | -          | -          | C1                             | 1                              | 0                              | 0                              | -                        | -                        | -                        | 15    | 2     | 2     |
| 2013-jan 2014         | Valence CF            | Liga                  | 19          | 0           | 2           | 3                     | 0                     | 0                     | -          | -          | -          | C3                             | 5                              | 2                              | 1                              | -                        | -                        | -                        | 27    | 2     | 3     |
| Sous-total            | Sous-total            | Sous-total            | 43          | 3           | 6           | 4                     | 0                     | 0                     | 0          | 0          | 0          | -                              | 11                             | 2                              | 1                              | -                        | -                        | -                        | 58    | 5     | 7     |
| 2014                  | Real Sociedad         | Liga                  | 16          | 2           | 0           | 2                     | 0                     | 0                     | -          | -          | -          | -                              | -                              | -                              | -                              | -                        | -                        | -                        | 18    | 2     | 0     |
| 2014-2015             | Real Sociedad         | Liga                  | 36          | 4           | 3           | 3                     | 0                     | 0                     | -          | -          | -          | C3                             | 4                              | 1                              | 1                              | -                        | -                        | -                        | 43    | 5     | 4     |
| 2015-2016             | Real Sociedad         | Liga                  | 16          | 0           | 0           | 2                     | 1                     | 0                     | -          | -          | -          | -                              | -                              | -                              | -                              | -                        | -                        | -                        | 18    | 1     | 0     |
| 2016-2017             | Real Sociedad         | Liga                  | 31          | 0           | 4           | 6                     | 0                     | 0                     | -          | -          | -          | -                              | -                              | -                              | -                              | -                        | -                        | -                        | 37    | 0     | 4     |
| 2017-2018             | Real Sociedad         | Liga                  | 36          | 4           | 5           | 2                     | 1                     | 0                     | -          | -          | -          | C3                             | 7                              | 0                              | 6                              | -                        | -                        | -                        | 45    | 5     | 11    |
| Sous-total            | Sous-total            | Sous-total            | 135         | 10          | 12          | 15                    | 2                     | 0                     | 0          | 0          | 0          | -                              | 11                             | 1                              | 7                              | -                        | -                        | -                        | 161   | 13    | 19    |
| 2018-2019             | Real Betis            | Liga                  | 32          | 7           | 2           | 8                     | 1                     | 0                     | -          | -          | -          | C3                             | 6                              | 1                              | 1                              | -                        | -                        | -                        | 46    | 9     | 3     |
| 2019-2020             | Real Betis            | Liga                  | 36          | 6           | 4           | 1                     | 0                     | 0                     | -          | -          | -          | -                              | -                              | -                              | -                              | -                        | -                        | -                        | 37    | 6     | 4     |
| 2020-2021             | Real Betis            | Liga                  | 31          | 8           | 7           | 3                     | 2                     | -                     | -          | -          | -          | -                              | -                              | -                              | -                              | -                        | -                        | -                        | 34    | 10    | 7     |
| 2021-2022             | Real Betis            | Liga                  | 34          | 5           | 6           | 6                     | 2                     | 0                     | -          | -          | -          | C3                             | 8                              | 1                              | 2                              | -                        | -                        | -                        | 48    | 8     | 8     |
| 2022-2023             | Real Betis            | Liga                  | 31          | 4           | 3           | 2                     | 0                     | 0                     | 1          | 0          | 0          | C3                             | 8                              | 2                              | 0                              | -                        | -                        | -                        | 42    | 6     | 3     |
| Sous-total            | Sous-total            | Sous-total            | 164         | 30          | 22          | 20                    | 5                     | 0                     | 1          | 0          | 0          | -                              | 22                             | 4                              | 3                              | -                        | -                        | -                        | 207   | 39    | 25    |
| 2023-2024             | CF Monterrey          | Liga MX               | 25          | 11          | 4           | -                     | -                     | -                     | -          | -          | -          | C1+LC                          | 7+5                            | 0+2                            | 0                              | -                        | -                        | -                        | 37    | 13    | 4     |
| 2024-2025             | CF Monterrey          | Liga MX               | 39          | 17          | 12          | -                     | -                     | -                     | -          | -          | -          | C1+LC                          | 3+1                            | 1+0                            | 0                              | 3                        | 0                        | 0                        | 46    | 18    | 12    |
| Sous-total            | Sous-total            | Sous-total            | 64          | 28          | 16          | 0                     | 0                     | 0                     | 0          | 0          | 0          | -                              | 16                             | 3                              | 1                              | 3                        | 0                        | 0                        | 83    | 31    | 17    |
| Total sur la carrière | Total sur la carrière | Total sur la carrière | 447         | 77          | 62          | 48                    | 8                     | 1                     | 1          | 0          | 0          | -                              | 63                             | 10                             | 12                             | 3                        | 0                        | 0                        | 562   | 95    | 75    |